# 洛格拉多鲁
洛格拉多鲁是巴西帕拉伊巴州的一个市镇。总面积37.966平方公里，总人口3529人，人口密度93人/平方公里。